# Twilight of the Thunder God
Albums de Amon Amarth
With Oden on Our Side
(2006) Surtur Rising
(2011)
Twilight of the Thunder God est le septième album studio du groupe Death metal Melodique / Viking Metal Amon Amarth. Twilight of the Thunder God est sorti le 17 septembre 2008. L'album a reçu d'excellentes critiques de la presse et a été très bien reçu par les fans. Depuis sa sortie, Twilight of the Thunder God est devenu l'album le plus vendu du groupe.

## Réception
L'album a débuté 50e du Billboard 200 américain, et 11e dans les charts suédois. C'est le premier album du groupe à débuter dans le top 200, et le meilleur départ dans leur pays natal, la Suède, en commençant 10 places plus haut que leur précédente sortie With Oden on Our Side.
Les premières critiques de Twilight of the Thunder God étaient positives. Et plusieurs webzines spécialisés attribuèrent de très bonnes notes à cet opus.
L'album a été placé 6e sur le Top 50 des meilleurs albums 2008 de Metal Hammer.

## Liste des titres
1. "Twilight of the Thunder God" (feat. Roope Latvala) - 4:09
2. "Free Will Sacrifice" - 4:09
3. "Guardians of Asgaard" (feat. Lars Göran Petrov) - 4:23
4. "Where Is Your God?" - 3:11
5. "Varyags of Miklagaard" - 4:18
6. "Tattered Banners and Bloody Flags" - 4:30
7. "No Fear for the Setting Sun" - 3:54
8. "The Hero" - 4:02
9. "Live for the Kill" (feat. Apocalyptica) - 4:10
10. "Embrace of the Endless Ocean" - 6:44

### Liste des titres Bonus (CD/DVD)[2]
1. "Intro"
2. "Valhall Awaits Me"
3. "Runes to My Memory"
4. "Cry of the Black Birds"
5. "Asator"
6. "Pursuit of Vikings"
7. "Fate of Norns"
8. "Without Fear"
9. "With Oden on Our Side"
10. "Where Silent Gods Stand Guard"
11. "An Ancient Sign of Coming Storm"
12. "Victorious March"
13. "Death in Fire"

## Formation
- Fredrik Andersson - Batterie
- Olavi Mikkonen - Guitare
- Johan Hegg - Chant
- Johan Söderberg - Guitare
- Ted Lundström - Basse

### Guest[2]
- Lars Göran Petrov (Entombed) - chant sur "Guardians of Asgaard"
- Roope Latvala (Children of Bodom) - solo de guitare sur "Twilight of the Thunder God"
- Apocalyptica - Violoncelle sur "Live for the Kill"

### Credits
- Tom Thiel - pochette de l'album[3]

## Sortie
| Région                             | Date              | Label       | Format       |
| ---------------------------------- | ----------------- | ----------- | ------------ |
| Suède, Finlande                    | 17 septembre 2008 | Metal Blade | Compact Disc |
| Danemark, Autriche, Suisse, Italie | 19 septembre 2008 | Metal Blade | Compact Disc |
| Reste de l'Europe                  | 22 septembre 2008 | Metal Blade | Compact Disc |
| États-Unis et reste du monde       | 30 septembre 2008 | Metal Blade | Compact Disc |